# Лупзинген
Лупзинген (нем. Lupsingen) — коммуна в Швейцарии, в кантоне Базель-Ланд. 
Входит в состав округа Листаль. Население составляет 1422 человека (на 31 декабря 2017 года). Официальный код  —  2830.